# Tudattalan
A tudattalan pszichológiai fogalom; több jelentésben használatos. Leggyakoribb hétköznapi jelentése olyan automatikus, reflexszerűen végrehajtott cselekvés, amely nem juthatott még el a tudatig, például egy védekező mozdulat, vagy olyan állapot, amikor a tudat természetes vagy mesterséges úton ki van kapcsolva (például álom, hipnózis, alkoholos vagy kábítószeres befolyásoltság, holdkórosság).
A tudattalan második jelentése egybeesik a tudatalattival, azaz olyan aktív pszichikus folyamatokat jelöl, amelyeket az adott pillanatban az adott személy, szubjektum még nem tudatosított magában, azaz nincsenek tudatos tevékenysége középpontjában, azonban mégis hatnak arra. Sigmund Freud foglalkozott mélyebben ezzel a jelenséggel munkásságában.
A harmadik felfogás a tudattalanról az idealista felfogások egy csoportja, amelyek a freudizmusban csúcsosodtak ki. Ezek szerint a tudattalan a szubjektum pszichikumának egy olyan területe, ahol örök és változhatatlan hajlamok, indítékok (motívumok), ösztönök találhatók, amelyek a tudat számára hozzáférhetetlenek. A tudattalan a tudatos aktusok végső soron megismerhetetlen alapjaként szerepel Herbart, Schopenhauer és mások idealista elméleteiben.